# Primer ministro de Luxemburgo
El primer ministro de Luxemburgo es el jefe de Gobierno de Luxemburgo. Desde 1989 el título de Primer Ministro es oficial, aunque el jefe del Gobierno era ya conocido de forma extraoficial por ese nombre desde hace más tiempo atrás. Anteriormente, entre 1857 y 1989, el nombre oficial del jefe de Gobierno luxemburgués era el de Presidente del Gobierno. Antes de 1857, el jefe de Gobierno era el Presidente del Consejo. Además de estos títulos, el primer ministro utiliza el de Ministro de Estado, aunque normalmente este título se relega a un segundo plano.

## Primeros ministros
| Imagen                  | Imagen                  | Primer ministro (Nacimiento-Muerte)                | Período                  | Período                                | Partido                                 | Elección                                     | Gobierno                |
| ----------------------- | ----------------------- | -------------------------------------------------- | ------------------------ | -------------------------------------- | --------------------------------------- | -------------------------------------------- | ----------------------- |
|                         |                         | Gaspard-Théodore-Ignace de La Fontaine (1787-1871) | 1 de agosto de 1848      | 6 de diciembre de 1848                 | Independiente                           | Abr. 1848                                    | La Fontaine             |
|                         |                         | Jean-Jacques Willmar (1792-1866)                   | 6 de diciembre de 1848   | 23 de septiembre de 1853               | Independiente                           | Abr. 1848 1851                               | Willmar                 |
|                         |                         | Charles-Mathias Simons (1802-1874)                 | 23 de septiembre de 1853 | 26 de septiembre de 1860               | Independiente                           | 1854 1857 1860                               | Willmar                 |
|                         |                         | Victor de Tornaco (1805-1875)                      | 26 de septiembre de 1860 | 3 de diciembre de 1867                 | Independiente                           | 1863 1866                                    | de Tornaco              |
|                         |                         | Emmanuel Servais (1811-1890)                       | 3 de diciembre de 1867   | 26 de diciembre de 1874                | Independiente                           | 1868 1869 1872                               | Servais                 |
|                         |                         | Félix de Blouchausen (1834-1915)                   | 26 de diciembre de 1874  | 20 de febrero de 1885                  | Independiente                           | 1875 1878 1881 1884                          | de Blouchausen          |
|                         |                         | Édouard Thilges (1817-1904)                        | 20 de febrero de 1885    | 22 de septiembre de 1888               | Independiente                           | 1887                                         | Thilges                 |
|                         |                         | Paul Eyschen (1841-1915)                           | 22 de septiembre de 1888 | 11 de octubre de 1915                  | Independiente                           | 1890 1893 1896 1899 1902 1905 1908 1911 1914 | Eyschen                 |
|                         |                         | Mathias Mongenast (1843-1926)                      | 12 de octubre de 1915    | 6 de noviembre de 1915                 | Independiente                           | -                                            | Mongenast               |
|                         |                         | Hubert Loutsch (1878-1946)                         | 6 de noviembre de 1915   | 24 de febrero de 1916                  | Liga Liberal (LL)                       | 1915                                         | LL-SdP                  |
|                         |                         | Victor Thorn (1844-1930)                           | 24 de febrero de 1916    | 19 de junio de 1917                    | Partido de la Derecha (RP)              | -                                            | RP-LL-SdP               |
|                         |                         | Léon Kauffman (1869-1952)                          | 19 de junio de 1917      | 28 de septiembre de 1918               | Partido de la Derecha (RP)              | -                                            | RP-LL-SdP               |
|                         |                         | Émile Reuter (1874-1973)                           | 28 de septiembre de 1918 | 5 de noviembre de 1919                 | Partido de la Derecha (RP)              | 1918                                         | RP-LL                   |
| 5 de noviembre de 1919  | 20 de marzo de 1925     | Émile Reuter (1874-1973)                           | 1919 1922                | RP                                     | Partido de la Derecha (RP)              |                                              |                         |
|                         |                         | Pierre Prüm (1886-1950)                            | 20 de marzo de 1925      | 15 de julio de 1926                    | Partido Nacional Independiente (ONP)    | 1925                                         | AP-RS-LR-ONP-ONV-ORP-OL |
|                         |                         | Joseph Bech (1887-1975)                            | 15 de julio de 1926      | 11 de junio de 1934                    | Partido de la Derecha (RP)              | 1928 1931                                    | RP-LL                   |
| 11 de junio de 1934     | 5 de noviembre de 1937  | Joseph Bech (1887-1975)                            | 1934 1937                | RP-RLP                                 | Partido de la Derecha (RP)              |                                              |                         |
|                         |                         | Pierre Dupong (1885-1953)                          | 5 de noviembre de 1937   | 7 de febrero de 1938                   | Partido de la Derecha (VDB) (1937-1944) | -                                            | RP-AP-RLP               |
| 7 de febrero de 1938    | 23 de noviembre de 1944 | Pierre Dupong (1885-1953)                          | RP-AP                    |                                        | Partido de la Derecha (VDB) (1937-1944) | -                                            |                         |
|                         | 23 de noviembre de 1944 | Pierre Dupong (1885-1953)                          | 14 de noviembre de 1945  | Partido Popular Social Cristiano (CSV) | CSV-LSAP                                | -                                            |                         |
| 14 de noviembre de 1945 | 1 de marzo de 1947      | Pierre Dupong (1885-1953)                          | 1945                     | Partido Popular Social Cristiano (CSV) | CSV-LSAP-GPD-KPL                        |                                              |                         |
| 1 de marzo de 1947      | 14 de julio de 1948     | Pierre Dupong (1885-1953)                          | 1945                     | Partido Popular Social Cristiano (CSV) | CSV-GPD                                 |                                              |                         |
| 1 de marzo de 1947      | 14 de julio de 1948     | Pierre Dupong (1885-1953)                          | 1948                     | Partido Popular Social Cristiano (CSV) | CSV-GPD                                 |                                              |                         |
| 3 de julio de 1951      | 23 de diciembre de 1953 | Pierre Dupong (1885-1953)                          | 1951                     | Partido Popular Social Cristiano (CSV) | CSV-LSAP                                |                                              |                         |
|                         |                         | Joseph Bech (1887-1975)                            | 23 de diciembre de 1953  | 29 de marzo de 1958                    | Partido Popular Social Cristiano (CSV)  | 1954                                         | CSV-LSAP                |
|                         |                         | Pierre Frieden (1892-1959)                         | 29 de marzo de 1958      | 2 de marzo de 1959                     | Partido Popular Social Cristiano (CSV)  | 1959                                         | CSV-LSAP                |
|                         |                         | Pierre Werner (1913-2002)                          | 2 de marzo de 1959       | 15 de julio de 1964                    | Partido Popular Social Cristiano (CSV)  | -                                            | CSV - DP                |
| 15 de julio de 1964     | 6 de febrero de 1969    | Pierre Werner (1913-2002)                          | 1964                     | CSV-LSAP                               | Partido Popular Social Cristiano (CSV)  |                                              |                         |
| 6 de febrero de 1969    | 15 de junio de 1974     | Pierre Werner (1913-2002)                          | 1968                     | CSV - DP                               | Partido Popular Social Cristiano (CSV)  |                                              |                         |
|                         |                         | Gaston Thorn (1928-2007)                           | 15 de junio de 1974      | 16 de julio de 1979                    | Partido Democrático (DP)                | 1974                                         | LSAP - DP               |
|                         |                         | Pierre Werner (1913-2002)                          | 16 de julio de 1979      | 20 de julio de 1984                    | Partido Popular Social Cristiano (CSV)  | 1979                                         | CSV - DP                |
|                         |                         | Jacques Santer (1937-)                             | 20 de julio de 1984      | 20 de enero de 1995                    | Partido Popular Social Cristiano (CSV)  | 1984 1989 1994                               | CSV - LSAP              |
|                         |                         | Jean-Claude Juncker (1954-)                        | 20 de enero de 1995      | 7 de agosto de 1999                    | Partido Popular Social Cristiano (CSV)  | -                                            | CSV - LSAP              |
| 7 de agosto de 1999     | 31 de julio de 2004     | Jean-Claude Juncker (1954-)                        | 1999                     | CSV - DP                               | Partido Popular Social Cristiano (CSV)  |                                              |                         |
| 31 de julio de 2004     | 4 de diciembre de 2013  | Jean-Claude Juncker (1954-)                        | 2004 2009                | CSV - LSAP                             | Partido Popular Social Cristiano (CSV)  |                                              |                         |
|                         |                         | Xavier Bettel (1973-)                              | 4 de diciembre de 2013   | 17 de noviembre de 2023                | Partido Democrático (DP)                | 2013 2018                                    | DP - LSAP - GRÉNG       |
|                         |                         | Luc Frieden (1963-)                                | 17 de noviembre de 2023  |                                        | Partido Popular Social Cristiano (CSV)  | 2023                                         | CSV - DP                |